# Big Bang (Band)/Konzerte und Tourneen
Diese Seite ist eine Liste der Konzerte und Tourneen der südkoreanischen Boygroup Big Bang.

## 1st Live Concert – The R.E.A.L
Das 1st Concert: The Real oder The R.E.A.L war das Debütkonzert Big Bangs.
| Setlist |
| --- |
| Setlist: 1. Big Bang 2. V.I.P 3. Ma Girl (Taeyang ft. GD&TOP) 4. A Fool’s Only Tears 5. We Belong Together (GD&TOP ft. Park Bom) 6. Forever With You (GD&TOP ft. Park Bom) 7. Try Smiling (Daesung) 8. Big Boy (T.O.P) 9. Next Day (Seungri) 10. She Can’t Get Enough 11. Dirty Cash 12. This Love (G-Dragon) 13. La La La 14. Good-Bye Baby Encore: 1. Shake It Re-Encore: 1. Dirty Cash |

| Jahr | Datum        | Stadt | Land     | Arena                    | Besucherzahl |
| ---- | ------------ | ----- | -------- | ------------------------ | ------------ |
| 2006 | 30. Dezember | Seoul | Südkorea | Olympic Gymnastics Arena | 12.000       |

## Want You Tour
Die Want You Tour war die erste Koreaweite Tournee Big Bangs.
| Setlist |
| --- |
| Setlist: 1. Big Bang 2. V.I.P 3. Ma Girl (Taeyang) 4. A Fool’s Only Tears 5. We Belong Together (feat. Park Bom) 6. Forever with You (feat. Park Bom) 7. Try Smiling (Daesung) 8. Big Boy (T.O.P) 9. Next Day (Seungri) 10. She Can’t Get Enough 11. Dirty Cash 12. This Love (G-Dragon) 13. La La La 14. Goodbye Baby 15. Shake It Encore: 1. Dirty Cash (Remix) |

| Jahr | Datum    | Stadt    | Land     | Besucherzahl |
| ---- | -------- | -------- | -------- | ------------ |
| 2007 | 15. Mai  | Incheon  | Südkorea | 40.000       |
| 2007 | 25. Mai  | Daegu    | Südkorea | 40.000       |
| 2007 | 30. Mai  | Changwon | Südkorea | 40.000       |
| 2007 | 17. Juni | Jeonju   | Südkorea | 40.000       |
| 2007 | 15. Juli | Busan    | Südkorea | 40.000       |

## The G.R.E.A.T
The G.R.E.A.T bzw. BIGBANG is GREAT ist Big Bangs zweite Südkoreanische Tournee. Die Karten waren innerhalb von zehn Minuten ausverkauft.
| Setlist |
| --- |
| Setlist: 1. Crazy Dog + You in the Fantasy (Seo Taiji cover) 2. Shake It 3. Wild Wild West 4. Try Smiling (Daesung) 5. Next Day (Seungri) 6. Ma Girl (Taeyang) 7. V.I.P 8. La La La 9. Fool 10. This Love (G-Dragon) 11. Lies 12. Act Like Nothing’s Wrong (T.O.P) 13. A Fool’s Only Tears 14. But I Love U (G-Dragon) 15. Last Farewell Encore: 1. Always 2. Lies |

| Jahr | Datum        | Stadt | Land     | Arena                    | Besucherzahl |
| ---- | ------------ | ----- | -------- | ------------------------ | ------------ |
| 2007 | 28. Dezember | Seoul | Südkorea | Olympic Gymnastics Arena | 15.000       |
| 2007 | 29. Dezember | Seoul | Südkorea | Olympic Gymnastics Arena | 15.000       |
| 2007 | 30. Dezember | Seoul | Südkorea | Olympic Gymnastics Arena | 15.000       |

## Global Warning Tour
Die Global Warning Tour war die erste Asien-Tournee Big Bangs.
| Setlist |
| --- |
| Setlist: 1. Intro 2. Wrong Number 3. Shake It 4. Big Bang 5. How Gee 6. Big Boy (T.O.P) 7. Prayer (Taeyang) 8. Only Look at Me (Taeyang) 9. A Fool’s Only Tears 10. Fool 11. Crazy Dog + You in the Fantasy (Seo Taiji cover) 12. With U 13. Dirty Cash (Remix) 14. V.I.P 15. La La La (Remix) 16. Look at Me, Gwisoon (Daesung) 17. This Love (G-dragon) 18. But I Love U (G-dragon) 19. We Belong Together 20. Lies (Remix) 21. Last Farewell 22. Always |

| Jahr | Datum     | Stadt    | Land       | Arena                                  | Besucherzahl |
| ---- | --------- | -------- | ---------- | -------------------------------------- | ------------ |
| 2008 | 28. März  | Tokyo    | Japan      | JCB Hall                               | 10.000       |
| 2008 | 29. März  | Tokyo    | Japan      | JCB Hall                               | 10.000       |
| 2008 | 12. April | Busan    | Südkorea   | Busan Exhibition and Convention Center | 50.000       |
| 2008 | 27. April | Gwangju  | Südkorea   | Kim Daejung Convention Center Station  | 50.000       |
| 2008 | 11. Mai   | Wonju    | Südkorea   | Wonju Chiak Gymnasium                  | 50.000       |
| 2008 | 28. Mai   | Daegu    | Südkorea   | EXCO                                   | 50.000       |
| 2008 | 7. Juni   | Bangkok  | Thailand   | Huamark Indoor Stadium                 | 10.000       |
| 2008 | 21. Juni  | Seoul    | Südkorea   | Olympic Gymnastics Arena               |              |
| 2008 | 22. Juni  | Seoul    | Südkorea   | Olympic Gymnastics Arena               |              |
| 2008 | 1. Juli   | Singapur | Singapur   | National Stadium                       | N/A          |
| 2008 | 3. Juli   | Bandung  | Indonesien | Jalak Harupat Soreang Stadium          | N/A          |
| 2008 | 5. Juli   | Busan    | Südkorea   | Sajik Arena                            | N/A          |
| 2008 | 7. Juli   | Gapyeong | Südkorea   | Cheongshim Peace Arena                 | N/A          |
| 2008 | 9. Juli   | Cheongdo | Südkorea   | Cheongdo Bullfighting Arena            | N/A          |
| 2008 | 11. Juli  | Cheongdo | Südkorea   | Cheongdo Bullfighting Arena            | N/A          |
| 2008 | 13. Juli  | Busan    | Südkorea   | Asiad Main Stadium                     | N/A          |
| 2008 | 15. Juli  | Busan    | Südkorea   | Asiad Main Stadium                     | N/A          |
| 2008 | 16. Juli  | Busan    | Südkorea   | Asiad Main Stadium                     | N/A          |

## Stand Up Tour
Die Stand Up Tour war die erste Tournee Big Bangs in Japan.
Spezial-Gäste:
1. Teddy
2. Taebin

| Setlist |
| --- |
| Setlist: 1. With U 2. Shake It 3. How Gee 4. Big Bang 5. Big Boy (T.O.P) 6. So Beautiful 7. Come Be My Lady 8. Prayer (Taeyang) 9. Look At Me (Taeyang) 10. Make Love 11. Together Forever 12. Haru Haru 13. Heaven 14. We Belong Together 15. Snow Flower (Seungri; Mika Nakashima cover) 16. Remember 17. Everything 18. La La La 19. Look at Me, Gwisoon (Daesung) 20. This Love (G-Dragon) 21. A Good Man 22. Oh My Baby 23. Number 1 24. Lies Encore: 1. Baby Baby 2. Always |

| Jahr | Datum       | Stadt  | Land  | Arena              | Besucherzahl |
| ---- | ----------- | ------ | ----- | ------------------ | ------------ |
| 2008 | 28. Oktober | Osaka  | Japan | Ōsaka-jō Hall      | 20.000       |
| 2008 | 29. Oktober | Nagoya | Japan | Universität Nagoya | 20.000       |
| 2008 | 1. November | Tokio  | Japan | JCB Hall           | 20.000       |

## Big Show 2009
Die Big Show 2009 war Big Bangs drittes jährliches Südkoreanisches Konzert.
| Setlist |
| --- |
| Setlist: 1. Haru Haru (Orchestra Ver.) 2. Heaven (Orchestra Ver.) 3. Strong Baby (Seungri) 4. Number 1 5. Stylish 6. Only Look at Me (Remix) (Taeyang) 7. Act Like Nothing’s Wrong (Remix) (T.O.P) 8. Lady 9. Wonderful 10. A Good Man 11. Make Love 12. Oh. Ah. Oh. 13. Last Farewell (Remix) 14. Sunset Glow 15. Oh My Friend 16. Lies (Remix) |

| Jahr | Datum                      | Stadt | Land     | Arena                    | Besucherzahl |
| ---- | -------------------------- | ----- | -------- | ------------------------ | ------------ |
| 2009 | 30. Januar                 | Seoul | Südkorea | Olympic Gymnastics Arena | 56,000       |
| 2009 | 31. Januar                 | Seoul | Südkorea | Olympic Gymnastics Arena | 56,000       |
| 2009 | 1. Februar (zwei Konzerte) | Seoul | Südkorea | Olympic Gymnastics Arena | 56,000       |

## Big Show 2010
Die Big Show 2010 war Big Bangs viertes jährliches Südkoreanisches Konzert.
Spezial-Gäste:
1. 2NE1[10]

| Setlist |
| --- |
| Setlist: 1. Lies 2. Gara Gara Go 3. Twinkle Twinkle (Remix) 4. Wonderful (Remix) 5. Hallelujah (G-Dragon, T.O.P & Taeyang) 6. Cotton Candy (Daesung) 7. Next Day (Seungri) 8. Strong Baby (Seungri) 9. Top of the World 10. Number 1 11. Koe wo Kikasete 12. Make Love 13. Where U At (Taeyang) 14. Wedding Dress (Remix) (Taeyang) 15. Act Like Nothing’s Wrong (Remix) (T.O.P) 16. How Gee 17. Stylish (Remix) 18. Fire (2NE1) 19. I Don’t Care (2NE1) 20. A Fool’s Only Tears 21. I Don’t Understand 22. Foolish Love 23. Oh My Baby 24. Remember 25. A Good Man 26. Stay 27. Haru Haru 28. A Boy (G-Dragon) 29. Heartbreaker (G-Dragon) 30. Korean Dream (G-Dragon; feat. Taeyang) 31. Always 32. Heaven 33. Fool 34. A Big Hit (Daesung) 35. Last Farewell Encore: 1. Sunset Glow 2. Lies |

| Jahr | Datum      | Stadt | Land     | Arena                    | Besucherzahl |
| ---- | ---------- | ----- | -------- | ------------------------ | ------------ |
| 2010 | 30. Januar | Seoul | Südkorea | Olympic Gymnastics Arena | 36.000       |
| 2010 | 31. Januar | Seoul | Südkorea | Olympic Gymnastics Arena | 36.000       |
| 2010 | 1. Februar | Seoul | Südkorea | Olympic Gymnastics Arena | 36.000       |

## Electric Love
Die Electric Love Tour war Big Bangs zweite japanische Tournee. Im April 2010 veröffentlichte YG Entertainment eine Tour DVD die auf Nummer 6 der Gaon Charts chartete und sich 40.000 mal verkaufte.
Spezial-Gäste:
1. 2NE1
2. w-inds.[12]

| Setlist |
| --- |
| Setlist: 1. Gara Gara Go 2. Top of the World 3. With You 4. Hallelujah (G-Dragon, T.O.P & Taeyang) 5. Strong Baby (Seungri) 6. Wedding Dress (Taeyang) 7. Act Like Nothing’s Wrong (T.O.P) 8. Follow Me 9. Number 1 10. Stylish 11. Fire (2NE1) 12. I Don’t Care (2NE1) 13. Cotton Candy (Daesung) 14. Stay 15. Haru Haru 16. A Boy (G-Dragon) 17. Heartbreaker (G-Dragon) 18. Korean Dream (G-Dragon feat. Taeyang) 19. Rain is Falling (W-inds) 20. Koe wo Kikasete 21. Lies 22. Last Farewell Encore: 1. How Gee 2. My Heaven |

| Jahr | Datum       | Stadt    | Land  | Arena                 | Besucherzahl |
| ---- | ----------- | -------- | ----- | --------------------- | ------------ |
| 2010 | 10. Februar | Yokohama | Japan | Yokohama Arena        | 60.000       |
| 2010 | 11. Februar | Yokohama | Japan | Yokohama Arena        | 60.000       |
| 2010 | 13. Februar | Kobe     | Japan | Kobe World Kinen Hall | 60.000       |
| 2010 | 14. Februar | Kobe     | Japan | Kobe World Kinen Hall | 60.000       |
| 2010 | 16. Februar | Tokio    | Japan | Nippon Budokan        | 60.000       |
| 2010 | 17. Februar | Tokio    | Japan | Nippon Budokan        | 60.000       |

## Big Show 2011
Die Big Show 2011 war Big Bangs viertes jährliches Südkoreanisches Konzert. Dies waren Big Bangs erste Konzerte in Südkorea nach einer zweijährigen Pause. Wenige Wochen später wurde ein Livealbum veröffentlicht, das sich 25.000 mal verkaufen konnte.
| Setlist |
| --- |
| Setlist: 1. Hands Up 2. Shake It (Remix) 3. La La La (Remix) 4. V.I.P (Remix) 5. Big Bang 6. What Can I Do (Seungri) 7. Where U At (Taeyang) 8. Baby Don’t Cry (Daesung) 9. Knock Out / High High / Oh Yeah (Medley) (GD&TOP) 10. Don’t Go Home (GD&TOP) 11. A Fool’s Only Tears 12. Always 13. Tell Me Goodbye 14. Let Me Hear Your Voice 15. Wonderful 16. Haru Haru (Acoustic) 17. Lies (Remix) 18. Last Farewell 19. Cafe 20. What is Right 21. Somebody to Love 22. Tonight 23. Heaven Encore 1. Always 2. Sunset Glow |

| Setlist |
| --- |
| Setlist: 1. Hands Up 2. Shake It (Remix) 3. La La La (Remix) 4. V.I.P (Remix) 5. Big Bang 6. VVIP (Seungri) 7. What Can I Do (Seungri) 8. Where U At (Taeyang) 9. Baby Don’t Cry (Daesung) 10. Knock Out (GD&TOP) 11. Don’t Go Home (GD&TOP) 12. Oh Yeah (GD&TOP feat. Park Bom) 13. High High (GD&TOP) 14. A Fool’s Only Tears 15. Tell Me Goodbye 16. Let Me Hear Your Voice 17. Wonderful 18. Tonight 19. Somebody to Love 20. Cafe 21. What is Right 22. Haru Haru (Acoustic) 23. Lies (Remix) 24. Last Farewell 25. Heaven Encore: 1. Always 2. Sunset Glow |

| Jahr | Datum      | Stadt | Land     | Arena                    | Besucherzahl |
| ---- | ---------- | ----- | -------- | ------------------------ | ------------ |
| 2011 | 25. Januar | Seoul | Südkorea | Olympic Gymnastics Arena | 40.000       |
| 2011 | 26. Januar | Seoul | Südkorea | Olympic Gymnastics Arena | 40.000       |
| 2011 | 27. Januar | Seoul | Südkorea | Olympic Gymnastics Arena | 40.000       |

## Love and Hope Tour
Die Love and Hope Tour war Big Bangs dritte japanische Tournee.
| Setlist |
| --- |
| Setlist: 1. Tonight 2. Somebody to Love 3. How Gee 4. Number 1 5. Top of the World 6. V.V.I.P (Seungri) 7. What Can I Do (Seungri) 8. I’ll Be There (Taeyang) 9. I Need a Girl (Taeyang) 10. Baby Don’t Cry (Daesung) 11. Don’t Go Home (GD&TOP) 12. Oh Yeah (GD&TOP) 13. High High (GD&TOP) 14. Tell Me Goodbye 15. Koe wo Kikasete 16. Beautiful Hangover 17. Cafe 18. Haru Haru 19. Lies 20. Love Song 21. Ms.Liar 22. Hands Up Encore: 1. Gara Gara Go 2. My Heaven |

| Jahr | Datum   | Stadt  | Land  | Arena              | Besucherzahl |
| ---- | ------- | ------ | ----- | ------------------ | ------------ |
| 2011 | 10. Mai | Osaka  | Japan | Ōsaka-jō Hall      | 100.000      |
| 2011 | 11. Mai | Osaka  | Japan | Ōsaka-jō Hall      | 100.000      |
| 2011 | 13. Mai | Chiba  | Japan | Makuhari Messe     | 100.000      |
| 2011 | 14. Mai | Chiba  | Japan | Makuhari Messe     | 100.000      |
| 2011 | 15. Mai | Chiba  | Japan | Makuhari Messe     | 100.000      |
| 2011 | 17. Mai | Nagoya | Japan | Nippon Gaishi Hall | 100.000      |
| 2011 | 18. Mai | Nagoya | Japan | Nippon Gaishi Hall | 100.000      |
| 2011 | 19. Mai | Nagoya | Japan | Nippon Gaishi Hall | 100.000      |

## Last Dance Tour
Die Japan Dome Tour -Last Dance- war Big Bangs sechste jährliche Tournee in Japan.
| Jahr | Datum        | Stadt   | Land  | Arena                 | Besucher |
| ---- | ------------ | ------- | ----- | --------------------- | -------- |
| 2017 | 18. November | Fukuoka | Japan | Fukuoka Yahuoku! Dome | N.N.     |
| 2017 | 19. November | Fukuoka | Japan | Fukuoka Yahuoku! Dome | N.N.     |
| 2017 | 23. November | Osaka   | Japan | Kyocera Dome          | N.N.     |
| 2017 | 24. November | Osaka   | Japan | Kyocera Dome          | N.N.     |
| 2017 | 25. November | Osaka   | Japan | Kyocera Dome          | N.N.     |
| 2017 | 2. Dezember  | Nagoya  | Japan | Nagoya Dome           | N.N.     |
| 2017 | 3. Dezember  | Nagoya  | Japan | Nagoya Dome           | N.N.     |
| 2017 | 6. Dezember  | Tokyo   | Japan | Tokyo Dome            | N.N.     |
| 2017 | 7. Dezember  | Tokyo   | Japan | Tokyo Dome            | N.N.     |
| 2017 | 13. Dezember | Tokyo   | Japan | Tokyo Dome            | N.N.     |
| 2017 | 21. Dezember | Osaka   | Japan | Kyocera Dome          | N.N.     |
| 2017 | 22. Dezember | Osaka   | Japan | Kyocera Dome          | N.N.     |
| 2017 | 23. Dezember | Osaka   | Japan | Kyocera Dome          | N.N.     |